# Ligota Tułowicka
Ligota Tułowicka (deutsch: Ellguth-Tillowitz, 1936–1945 Steinaugrund) ist eine Ortschaft in Oberschlesien in der Gemeinde Tułowice im Powiat Opolski in der Woiwodschaft Opole, Polen.

## Geographie

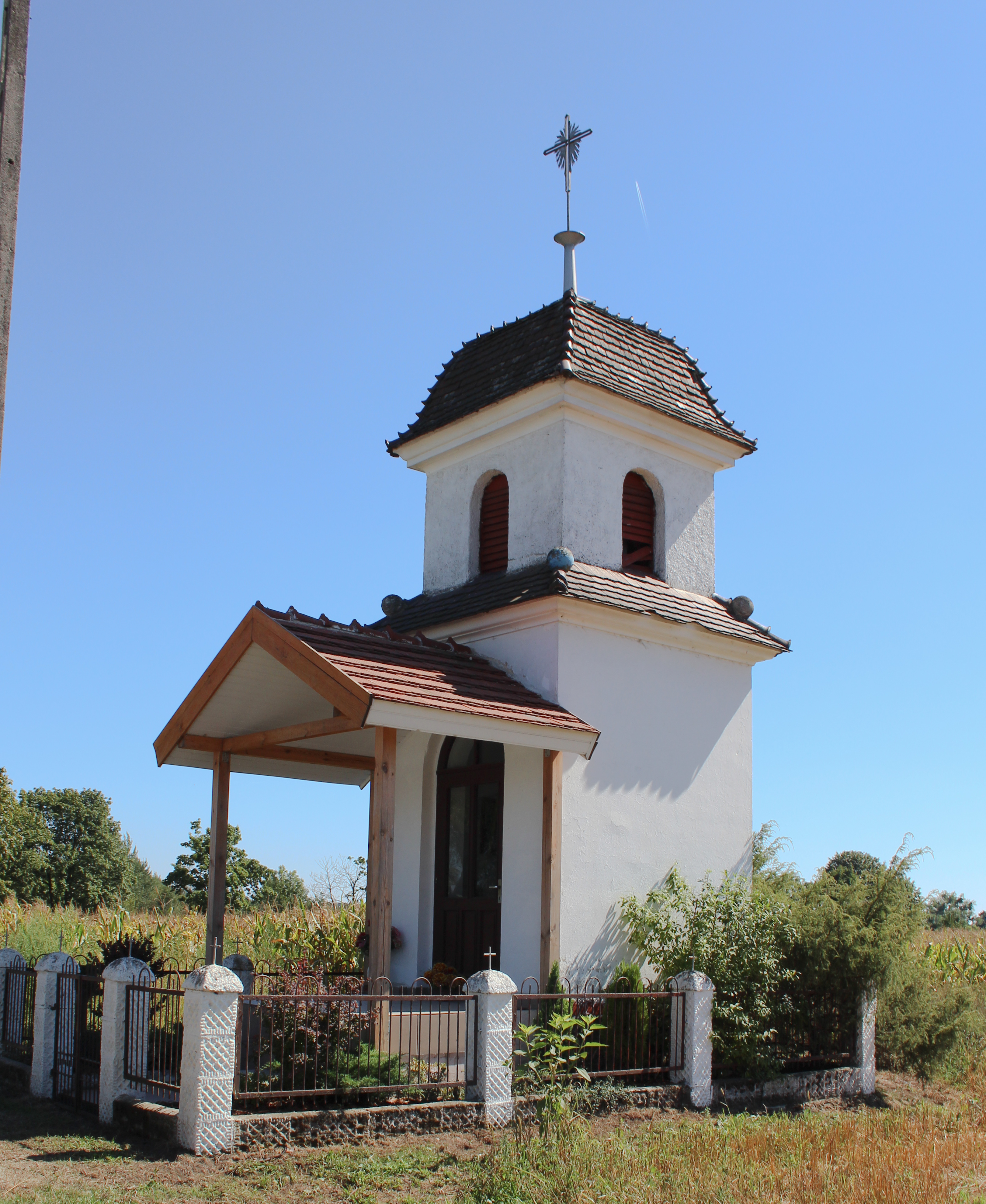
Wegekapelle

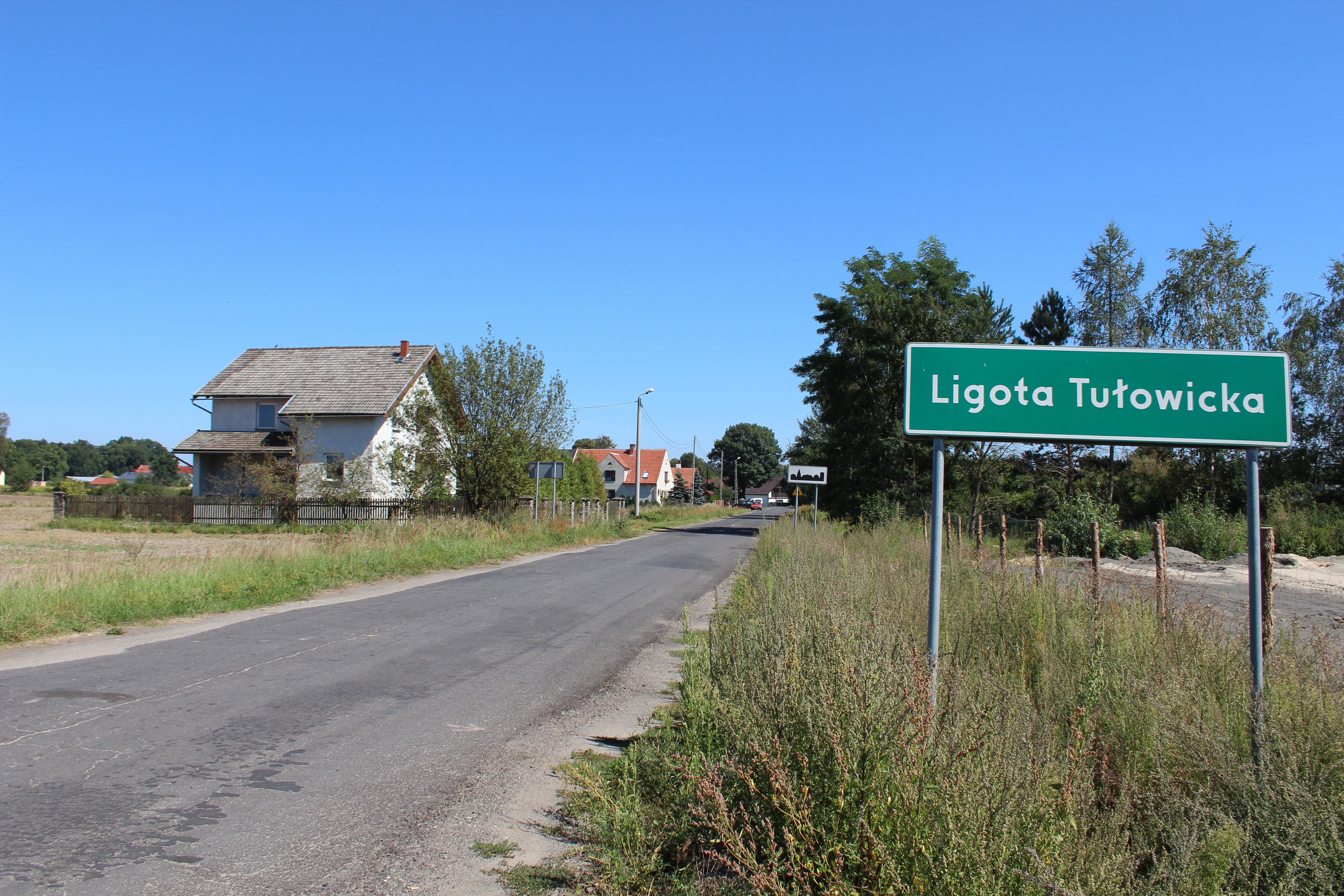
Ortseingang

### Geographische Lage
Die Ortschaft Ligota Tułowicka liegt zwei Kilometer südlich vom Gemeindesitz, der Stadt Tułowice, und etwa 25 Kilometer südwestlich der Woiwodschaftshauptstadt Oppeln. liegt in der Nizina Śląska (Schlesischen Tiefebene) innerhalb der Równina Niemodlińska (Falkenberger Ebene).
Tułowice liegt an der Steinau (poln. Ścinawa Niemodlińska). Südlich und westlich erstrecken sich weitläufige Waldgebiete, die zum Forst Tułowice gehören. Westlich vom Dorf verläuft die Woiwodschaftsstraße Droga wojewódzka 405 zwischen Niemodlin und Korfantów.
Östlich des Dorfkerns liegt der Basalt-Tagebau Rutki-Ligota.

### Nachbarorte
Nördlich des Dorfes liegt der Gemeindesitz, die Stadt Tułowice (dt. Tillowitz). 

## Geschichte
Das Dorf wurde 1376 erstmals urkundlich als Elgotha erwähnt. 1451 wird das Dorf ein weiteres Mal erwähnt.
Nach dem Ersten Schlesischen Krieg 1742 fiel Ellguth-Tillowitz mit dem größten Teil Schlesiens an Preußen.
Nach der Neuorganisation der Provinz Schlesien gehörte die Landgemeinde Ellguth-Tillowitz ab 1816 zum Landkreis Falkenberg O.S. im Regierungsbezirk Oppeln. 1845 bestand das Dorf aus 47 Häusern, einer Mühle und einem Vorwerk. Im gleichen Jahr lebten in Ellguth-Tillowitz 425 Menschen, davon 10 evangelisch. 1855 lebten 513, 1861 wiederum 537 Menschen im Ort. 1865 zählte das Dorf neun Bauer-, 21 Gärtner- und zwölf Häuslerstellen. 1874 wurde der Amtsbezirk Tillowitz gegründet, welcher aus den Landgemeinden Baumgarten, Ellguth-Tillowitz, Michelsdorf, Schedliske, Schiedlow, Seifersdorf, Tillowitz und Weiderwitz und den Gutsbezirken Baumgarten, Ellguth-Tillowitz, Schedliske, Schiedlow, Seifersdorf, Tillowitz und Weiderwitz bestand. 1885 zählte Ellguth-Tillowitz 455 Einwohner.
1933 lebten in Ellguth-Tillowitz 536 Einwohner. Am 10. Juni 1936 wurde der bisher Ellguth-Tillowitz genannte Ort in Steinaugrund umbenannt. 1939 lebten wiederum 551 Menschen im Dorf. Bis 1945 befand sich der Ort im Landkreis Falkenberg O.S.
Die Rote Armee rückte am 18. März 1945 im Dorf ein. Danach kam der bisher deutsche Ort an Polen und wurde in Ligota Tułowicka umbenannt und der Woiwodschaft Schlesien angeschlossen. Am 28. September 1945 kamen alle Einwohner ins Arbeits- und Internierungslager Łambinowice. Ein Teil der Bevölkerung konnte später nach Ligota Tułowicka zurückkehren, der Großteil der Einwohner wurde jedoch im Juni 1946 vertrieben. 1950 kam der Ort zur Woiwodschaft Opole und 1999 kam der Ort zum Powiat Opolski. 2006 lebten in Ligota Tułowicka 152 Menschen.

## Sehenswürdigkeiten
- Wegekapelle mit Glockenturm
- Wegekreuz

## Söhne und Töchter des Ortes
- Herbert Mende (* 1939; † 1968), Todesopfer an der Berliner Mauer